# Rob Gronkowski
Rob Gronkowski, właśc. Robert Paxton Gronkowski (ur. 14 maja 1989 w Amherst w Nowym Jorku) – amerykański futbolista polskiego pochodzenia.
Do 24 marca 2019 grający na pozycji silnego skrzydłowego w zespole New England Patriots. Następnie do 21 czerwca 2022 zawodnik Tampa Bay Buccaneers występujący w zawodowej lidze National Football League. Zdobywca Super Bowl w latach 2015, 2017, 2019 i 2021.

## Początki kariery
Grał w szkole średniej Woodland Hills High School. Następnie został zawodnikiem Uniwersytetu Arizona. Wybrany w drugiej rundzie draftu NFL w 2010.

## Kariera w NFL
Od draftu występuje w zespole New England Patriots. W sezonie 2011 został pierwszym zawodnikiem w historii NFL na pozycji silnego skrzydłowego, który przewodził w klasyfikacji pod względem liczby przyłożeń (17), a także ustanowił rekord łapiąc podania na łączną odległość 1327 jardów. W ciągu swoich pierwszych trzech sezonów zebrał 38 przyłożeń w 43 meczach, podczas gdy żaden inny tight end nie miał więcej niż 25.
24 marca 2019 ogłosił koniec kariery futbolisty. W kwietniu 2020 zapowiedział powrót do zawodów i podpisał kontrakt z zespołem Tampa Bay Buccaneers.

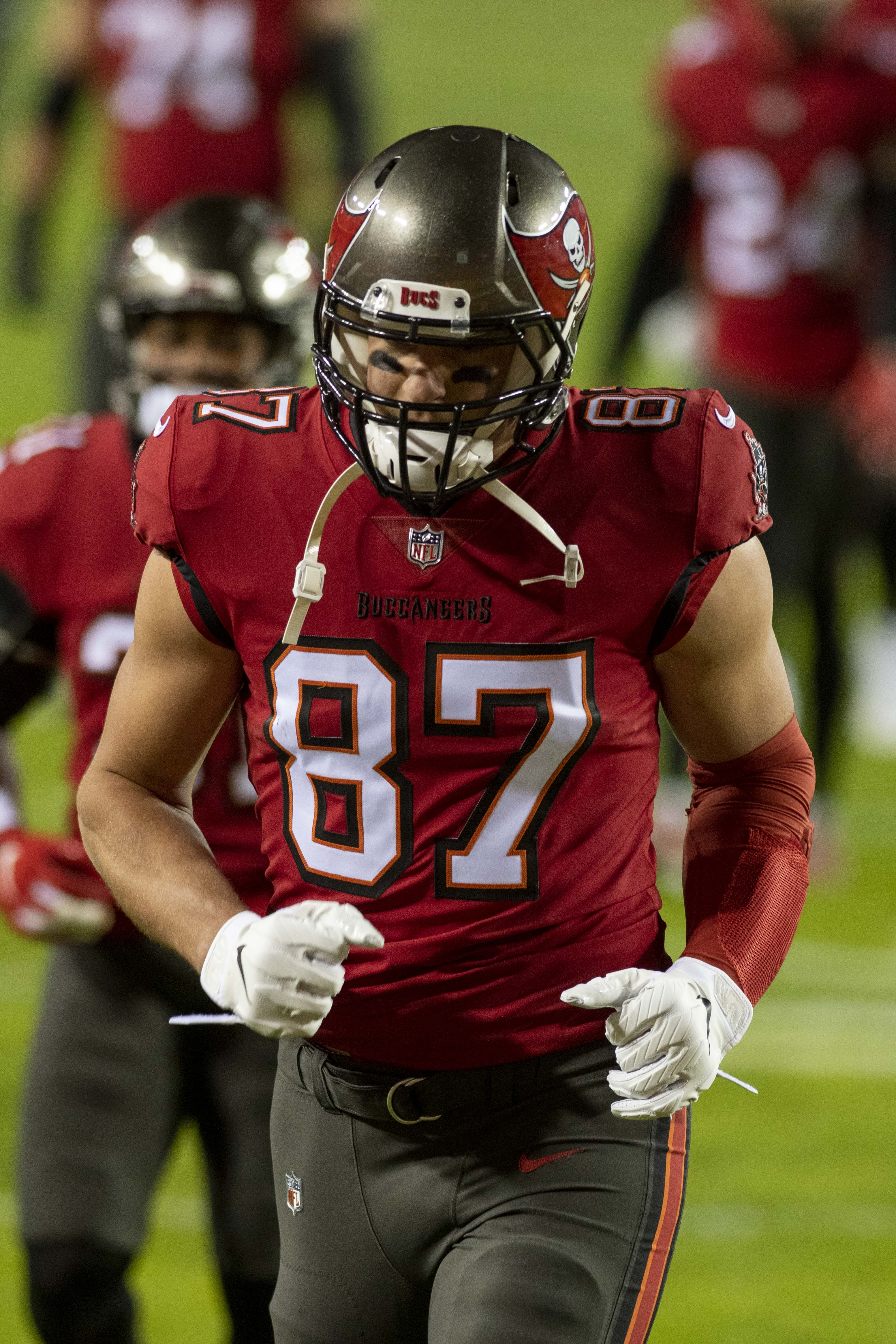
Rob w barwach Tampa Bay Buccaneers w 2021

## Sukcesy
- 2015 – Super Bowl
- 2017 – Super Bowl
- 2019 – Super Bowl
- 2021 – Super Bowl

## Życie prywatne
Pradziadkiem Roba był Ignatius Gronkowski, jest jednym z pięciu braci, z których jeszcze trzech grało w NFL: Dan, Chris i Glenn.